# تسویفالتن
تسویفالتن (به آلمانی: Zwiefalten) یک شهر در آلمان است که در رویتلینگن واقع شده‌است. تسویفالتن ۲٬۱۴۴ نفر جمعیت دارد.

## خواهرخوانده
شهرهای Champtoceaux و La Tessoualle خواهرخوانده‌های تسویفالتن هستند.